# Francisco Herrera, o Jovem

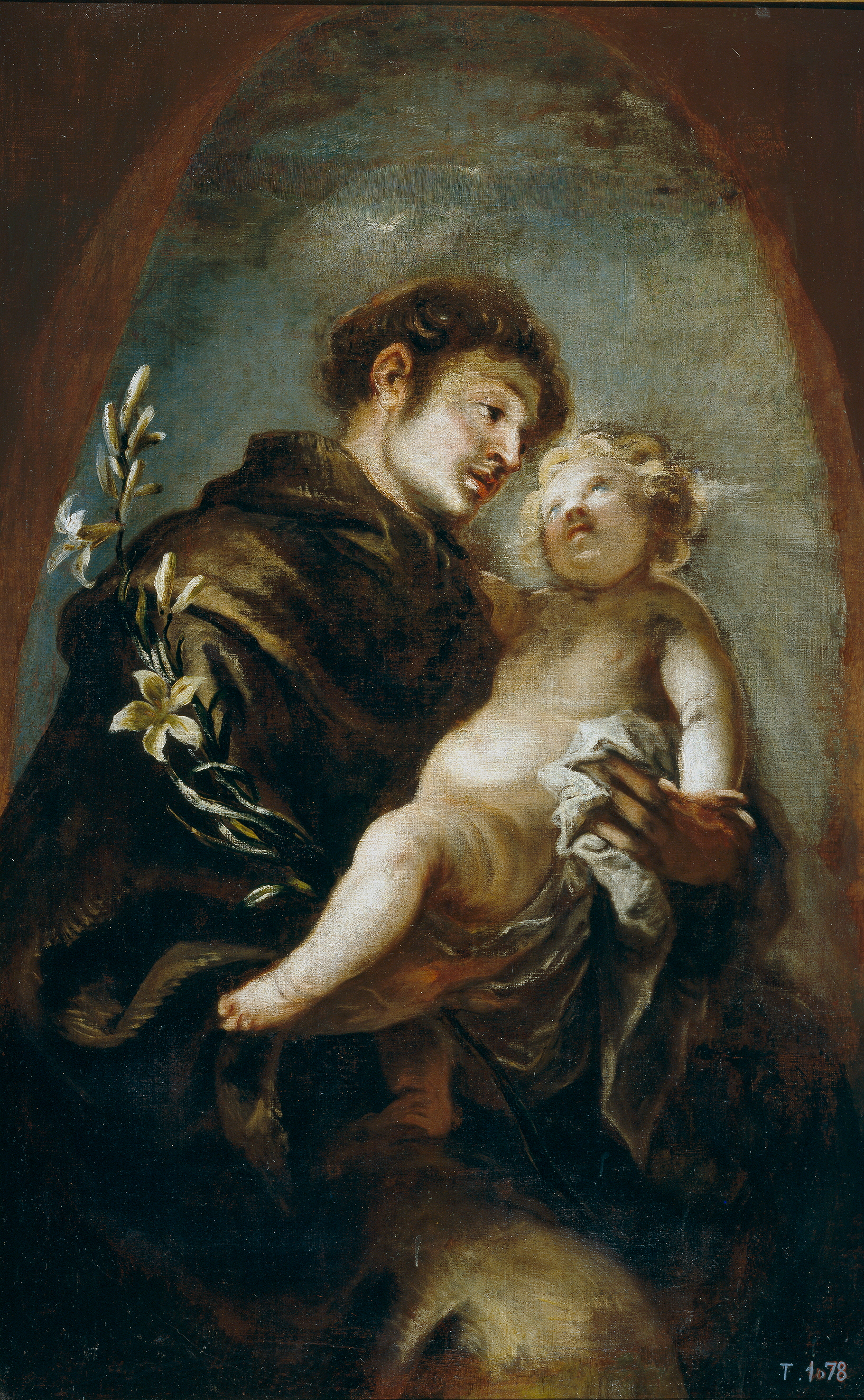
Santo Antônio de Pádua

Francisco Herrera, o Jovem ("el Mozo"; 1622 - 25 de agosto de 1685) foi um pintor e arquiteto espanhol.
Nascido em Sevilha, era o segundo filho de Francisco Herrera, o Velho ("el Viejo"), e iniciou a sua carreira sob a instrução do pai; mas o temperamento violento do pai tornou-se finalmente tão intolerável que o jovem fugiu para Roma. Durante seis anos, o jovem Herrera dedicou-se ao estudo da arquitetura, da perspectiva e da antiguidade, tendo como objetivo a pintura de afrescos.
Ele se destacou na pintura de naturezas mortas. Ele já pintou bodegones, peixes feitos com tanta habilidade que os romanos o chamavam de lo Spagnuolo dei pesci ("o espanhol dos peixes"). Em 1656 regressou a Sevilha, fundou a Academia de Sevilha e em 1660 tornou-se seu subdiretor sob Bartolomé Esteban Murillo.
Carlos II de Espanha manteve-o na sua corte e tornou-o mestre das obras reais. Para isso, Herrera renovou a Catedral-Basílica de Nossa Senhora do Pilar, em Saragoça.
Herrera morreu em Madrid em 1685.